# Ochotona koslowi
Ochotona koslowi is een zoogdier uit de familie van de fluithazen (Ochotonidae). De wetenschappelijke naam van de soort werd voor het eerst geldig gepubliceerd door Büchner in 1894.
Altaifluithaas (O. alpina) · Ochotona argentata · Ochotona cansus · Alaskafluithaas (O. collaris) · Ochotona coreana · Zwartlipfluithaas (O. curzoniae) · Daurische fluithaas (O. dauurica) · Chinese rode fluithaas (O. erythrotis) · Ochotona flatcalvariam · Forrest's fluithaas (O. forresti) · Ochotona hoffmanni · Ochotona huanglongensis · Noordelijke fluithaas (O. hyperborea) · Ili fluithaas (O. iliensis) · Koslov's fluithaas (O. koslowi) · Ladak fluithaas (O. ladacensis) · Grootoorfluithaas (O. macrotis) · Ochotona mantchurica · Ochotona nubrica · Ochotona opaca · Mongoolse fluithaas (O. pallasi) · Noord-Amerikaanse fluithaas (O. princeps) · Dwergfluithaas (O. pusilla) · Ochotona qionglaiensis · Himalayafluithaas (O. roylei) · Perzische fluithaas (O. rufescens) · Rode fluithaas (O. rutila) · Ochotona sacraria · Ochotona sikimaria · Ochotona syrinx · Tibetaanse fluithaas (O. thibetana) · Ochotona thomasi · Ochotona turuchanensis · Ochotona vizier